# アシャヤカトル
アシャヤカトル（Axayacatl、1450年? - 1481年）は、メシカの都市国家テノチティトランの第6代トラトアニ（統治者）であり、アステカ帝国の君主（在位1469年 - 1481年）。
シワコアトル（宰相）は前代から引きつづきトラカエレルがつとめた。

## 生涯

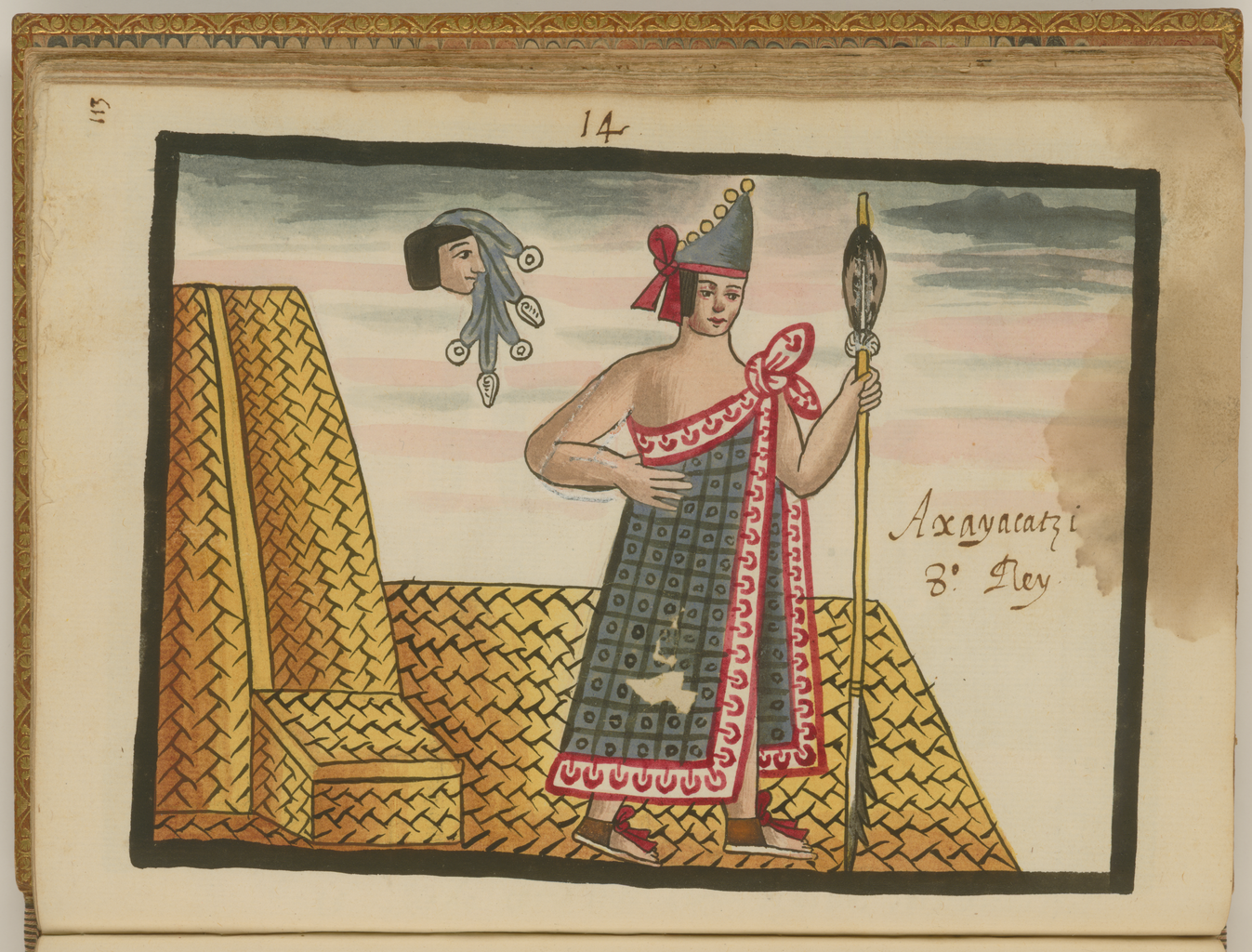
顔から水の流れる象形文字（左上）とアシャヤカトル（17世紀手稿より。ブラウン大学附属図書館所蔵、図版番号WDL6723）

「アシャヤカトル」という名は「水(atl)の顔（または仮面）(xayacatl)」を意味する。アステカ文字では顔から水滴が落ちている様子によって表される。
アシャヤカトルの母方の祖父は第5代トラトアニであるモクテスマ1世であり、父方の祖父は第4代トラトアニのイツコアトルである。モクテスマ1世の死によって1469年に19歳でトラトアニの位を継承した。これはメシカのトラトアニとしてはもっとも若い年齢であり、即位時にはまだ政治や戦争の経験を持っていなかった。しかしながら彼の12年間の治世は戦争の連続であり、アステカの領土を大きく拡張した。

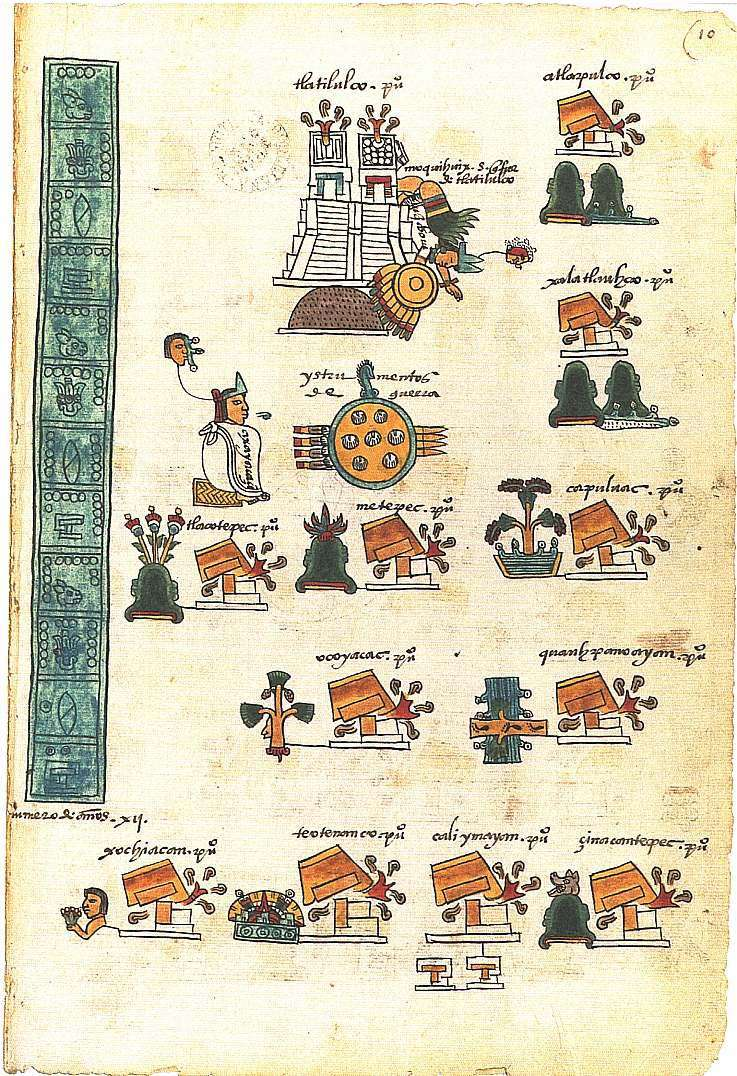
アシャヤカトルの栄光と失墜。（ボドリアン図書館所蔵『メンドーサ絵文書』第10図右、16世紀）

もっとも特筆される戦いは、商業の中心である北隣のトラテロルコを1473年に征服し、そのトラトアニであるモキウィシュを殺害したことである。モキウィシュはアシャヤカトルの姉妹のチャルチウネネツィンを妻にしており、一説にモキウィシュが彼女を侮辱したことが戦争の原因ともいうが、主な原因は経済問題にあったと考えられる。なおモキウィシュの娘はアシャヤカトルの弟のアウィツォトルの妻になり、のちにクアウテモックを生んだ。
その一方で西のミチョアカン一帯に勢力を張るタラスカ王国との戦争で敗北も経験した。これはアステカ帝国の経験した最初の大敗北だった。アシャヤカトルはメキシコ盆地の西に接するトルーカ盆地を征服し、ここを基地として1478-1479年ごろに2万4000人ほどの兵力でタラスカ王国を攻撃したが、2万人ほどが殺されるか捕虜になり、アシャヤカトル本人も重傷を負った。
アステカ三国同盟の創設以来テノチティトランと協力してきたテスココのネサワルコヨトルは1472年に没した。またトラコパンのトトキワストリも没した。この機会にメシカに反対する勢力は一掃され、アステカ帝国内のメシカの地位は不動のものになった。
アシャヤカトルは戦争のほかに政略結婚によって多くの妻を持った。子も多く、第9代トラトアニのモクテスマ2世と第10代トラトアニのクィトラワクはいずれもアシャヤカトルの子である。
2020年にはアシャヤカトルの宮殿跡と見られる遺構が、メキシコの首都中心部で建物の改修工事中に発見された。